# Primera División femenina de fútbol sala 1994-95
La temporada 1994-95 de Primera División es la 1.ª edición de la máxima categoría de la Liga Nacional de Fútbol Sala Femenina de España. La competición se disputa anualmente. Empezó el 19 de noviembre de 1994, y terminó 22 de mayo de 1995.
La Primera División consta de un grupo único integrado por diez equipos. Siguiendo un sistema de liga, los diez equipos se enfrentan todos contra todos en dos ocasiones -una en campo propio y otra en campo contrario- sumando un total de 18 jornadas. El orden de los encuentros se decide por sorteo antes de empezar la competición. La clasificación final se establece con arreglo a los puntos totales obtenidos por cada equipo al finalizar el campeonato. Los equipos obtienen dos puntos por cada partido ganado, un punto por cada empate y ningún punto por los partidos perdidos. El equipo que más puntos sume al final del campeonato será proclamado campeón de Liga.

## Equipos participantes

### Equipos por comunidad autónoma
| N.º | Comunidad autónoma   | Equipos                    |
| --- | -------------------- | -------------------------- |
| 3   | Galicia              | Sal Lence Meirás Ourense   |
| 2   | Cantabria            | San Francisco Cepsa Bezana |
| 1   | Castilla-La Mancha   | Trocadero Toledo           |
| 1   | Castilla y León      | Valladolid FSF             |
| 1   | Comunidad Valenciana | Azabe Anai                 |
| 1   | País Vasco           | Sanpedrotarrak             |
| 1   | Comunidad de Madrid  | Eurasia Alcobendas         |

## Información de los equipos
| Club               | Ciudad               | Comunidad Autónoma   | Entrenador/a        | Pabellón          | Aforo |
| ------------------ | -------------------- | -------------------- | ------------------- | ----------------- | ----- |
| Sal Lence          | La Coruña            | Galicia              | Manuel del Castillo | Elviña            |       |
| Trocadero Toledo   | Toledo               | Castilla-La Mancha   | Zego                | Salto del Caballo | 2.500 |
| Valladolid FSF     | Valladolid           | Castilla y León      | Bandera de ?        |                   |       |
| Azabe Anai         | Crevillente          | Comunidad Valenciana | Antonio Prieto      | Arbrets           |       |
| Sanpedrotarrak     | Pasajes              | País Vasco           | Javier Gómez        |                   |       |
| Eurasia Alcobendas | Alcobendas           | Comunidad de Madrid  | Bandera de ?        |                   |       |
| Meirás             | Ferrol               | Galicia              | Bandera de ?        | A Malata          | 4.000 |
| Ourense            | Orense               | Galicia              | Julio Prol          | Os Remedios       | 2.500 |
| San Francisco      | Santander (España)   | Cantabria            | Bandera de ?        |                   |       |
| Cepsa Bezana       | Santa Cruz de Bezana | Cantabria            | Bandera de ?        |                   |       |

### Cambios de entrenadores
| Equipo    | Entrenador (Jornadas)     | Fecha de vacante    | Posición en la tabla | Entrenador entrante | Fecha de nombramiento |
| --------- | ------------------------- | ------------------- | -------------------- | ------------------- | --------------------- |
| Sal Lence | Manuel del Castillo (1-6) | 23 de enero de 1995 | 2.º                  | Víctor Sieiro (7- ) | 25 de enero de 1995   |

## Clasificación
|                                           |     | Equipos                 | PJ | G  | E | P  | GF  | GC  | Dif. | Pts. |
| ----------------------------------------- | --- | ----------------------- | -- | -- | - | -- | --- | --- | ---- | ---- |
|                                           | 1.  | Sal Lence               | 18 | 16 | 1 | 1  | 102 | 33  | +67  | 33   |
|                                           | 2.  | Trocadero Toledo        | 18 | 16 | 1 | 1  | 126 | 37  | +89  | 33   |
|                                           | 3.  | Valladolid              | 18 | 11 | 3 | 4  | 94  | 69  | +25  | 25   |
|                                           | 4.  | Azabe Anai              | 18 | 11 | 1 | 6  | 92  | 56  | +36  | 23   |
|                                           | 5.  | Sanpedrotarrak          | 18 | 9  | 2 | 7  | 114 | 58  | +56  | 20   |
|                                           | 6.  | Meirás                  | 18 | 5  | 3 | 10 | 64  | 69  | -5   | 13   |
|                                           | 7.  | Eurasia Alcobendas      | 18 | 5  | 2 | 11 | 55  | 99  | -44  | 12   |
|                                           | 8.  | CD Ourense              | 18 | 4  | 2 | 12 | 63  | 93  | -30  | 10   |
|                                           | 9.  | San Francisco Santander | 17 | 2  | 1 | 14 | 42  | 123 | -81  | 5    |
|                                           | 10. | Cepsa Bezana            | 17 | 2  | 0 | 15 | 33  | 148 | -115 | 4    |
| Última actualización: 22 de abril de 1995 |     |                         |    |    |   |    |     |     |      |      |

|  | Campeón de Liga |

|                              |
| Bandera de Galicia           |
| Campeón Sal Lence 1.º título |

## Resultados
Los horarios corresponden a la CET (Hora Central Europea) UTC+1 en horario estándar y UTC+2 en horario de verano para los partidos disputados en la península y UTC+0 en horario estándar y UTC+1 en horario de verano para los partidos disputados en las Islas Canarias.<ref>
| S. Francisco | 1 - 17 | Trocadero Toledo | 19 de noviembre |       |             |  |
| Bezana       | 3 - 10 | Meirás           | 19 de noviembre | 17:00 |             |  |
| Ourense      | 8 - 4  | Sanpedrotarrak   | 19 de noviembre | 17:00 | Os Remedios |  |
| Valladolid   | 6 - 4  | Azabe Anai       | 19 de noviembre |       |             |  |
| Eurasia      | 4 - 8  | Sal Lence        | 20 de noviembre | 13:00 |             |  |

| Trocadero Toledo | 9 - 2  | Valladolid   | 26 de noviembre |       |               |  |
| Meirás           | 6 - 4  | S. Francisco | 26 de noviembre |       | San Pantaleón |  |
| Sanpedrotarra    | 15 - 0 | Bezana       | 26 de noviembre | 16:00 | Bidabieta     |  |
| Sal Lence        | 7 - 0  | Ourense      | 26 de noviembre | 20:00 | Elviña        |  |
| Azabe Anai       | 8 - 2  | Eurasia      | 26 de noviembre |       |               |  |

| Trocadero Toledo | 5 - 1  | Meirás        | 3 de diciembre | 18:00 |          |  |
| S. Francisco     | 3 - 9  | Sanpedrotarra | 3 de diciembre |       |          |  |
| Bezana           | 0 - 10 | Sal Lence     | 3 de diciembre | 18:00 |          |  |
| Ourense          | 3 - 9  | Azabe Anai    | 3 de diciembre | 18:30 | Remedios |  |
| Valladolid       | 6 - 1  | Eurasia       | 3 de diciembre |       |          |  |

| Meirás        | 4 - 5  | Valladolid       | 17 de diciembre |       |        |  |
| Sanpedrotarra | 4 - 5  | Trocadero Toledo | 17 de diciembre |       |        |  |
| Sal Lence     | 9 - 0  | S. Francisco     | 17 de diciembre | 18:30 | Elviña |  |
| Azabe Anai    | 15 - 3 | Bezana           | 17 de diciembre |       |        |  |
| Eurasia       | 4 - 3  | Ourense          | 17 de diciembre | 20:00 |        |  |

| Trocadero Toledo | 3 - 1 | Sal Lence     | 14 de enero |       | Salto del Caballo |  |
| S. Francisco     | 2 - 3 | Azabe Anai    | 14 de enero |       |                   |  |
| Bezana           | 7 - 2 | Eurasia       | 14 de enero |       |                   |  |
| Valladolid       | 4 - 1 | Ourense       | 14 de enero | 18:00 |                   |  |
| Meirás           | 0 - 6 | Sanpedrotarra | 14 de enero | 18:30 | Caranza           |  |

| Sanpedrotarra | 5 - 4  | Valladolid       | 21 de enero |       |             |  |
| Sal Lence     | 5 - 2  | Meirás           | 21 de enero | 18:30 | Elviña      |  |
| Azabe Anai    | 1 - 7  | Trocadero Toledo | 21 de enero |       |             |  |
| Eurasia       | 5 - 2  | S. Francisco     | 21 de enero |       |             |  |
| Ourense       | 10 - 1 | Bezana           | 21 de enero | 20:00 | Os Remedios |  |

| Sanpedrotarra    | 3 - 4  | Sal Lence  | 28 de enero | 19:00 | Bidebieta |  |
| Meirás           | 5 - 3  | Azabe Anai | 28 de enero |       |           |  |
| Trocadero Toledo | 5 - 3  | Eurasia    | 28 de enero |       |           |  |
| S. Francisco     | 4 - 3  | Ourense    | 28 de enero | 19:30 | La Salle  |  |
| Valladolid       | 11 - 3 | Bezana     | 28 de enero |       |           |  |

| Azabe Anai                                                                                           | 2 - 0  | Sanpedrotarra | 3 de febrero    | 21:00 |  |  |
| Valladolid                                                                                           | 3 - 3  | Sal Lence     | 4 de febrero    |       |  |  |
| Eurasia                                                                                              | 2 - 1  | Meirás        | 4 de febrero    |       |  |  |
| Bezana                                                                                               | 1 - 11 | S. Francisco  | 4 de febrero    |       |  |  |
| Trocadero Toledo                                                                                     | 11 - 1 | Ourense       | 18 de febreroN1 |       |  |  |
| Nota 1: Se aplazó el partido debido al fallecimiento de un familiar del equipo del Trocadero Toledo. |        |               |                 |       |  |  |

| Sanpedrotarra    | 3 - 3 | Eurasia    | 11 de febrero | 17:00 | Bidabieta |  |
| Meirás           | 3 - 4 | Ourense    | 11 de febrero | 18:30 | A Malata  |  |
| Sal Lence        | 4 - 2 | Azabe Anai | 11 de febrero | 19:00 | Elviña    |  |
| Trocadero Toledo | 6 - 2 | Bezana     | 11 de febrero |       |           |  |
| S. Francisco     | 3 - 4 | Valladolid | 11 de febrero |       |           |  |

| Trocadero Toledo | 21 - 2 | S. Francisco | 25 de febrero |       |         |  |
| Meirás           | 14 - 0 | Bezana       | 25 de febrero |       | Caranza |  |
| Sanpedrotarra    | 9 - 3  | Ourense      | 25 de febrero |       |         |  |
| Sal Lence        | 7 - 4  | Eurasia      | 25 de febrero | 18:30 | Elviña  |  |
| Azabe Anai       | 4 - 10 | Valladolid   | 25 de febrero |       |         |  |

| Valladolid   | 2 - 5  | Trocadero Toledo | 4 de marzo |       |             |      |
| S. Francisco | 1 - 1  | Meirás           | 4 de marzo |       |             |      |
| Bezana       | 1 - 11 | Sanpedrotarra    | 4 de marzo |       |             |      |
| Ourense      | 2 - 5  | Sal Lence        | 4 de marzo | 18:00 | Os Remedios | 2000 |
| Eurasia      | 2 - 6  | Azabe Anai       | 4 de marzo |       |             |      |

| Meirás        | 0 - 7  | Trocadero Toledo | 11 de marzo |       | Caranza |  |
| Sanpedrotarra | 10 - 1 | S. Francisco     | 11 de marzo |       |         |  |
| Azabe Anai    | 4 - 3  | Ourense          | 11 de marzo | 17:00 | Arbrets |  |
| Eurasia       | 5 - 10 | Valladolid       | 11 de marzo |       |         |  |
| Sal Lence     | 9 - 1  | Bezana           | 12 de marzo | 12:30 | Elviña  |  |

| Valladolid       | 4 - 4 | Meirás        | 18 de marzo |       |                   |     |
| Ourense          | 3 - 3 | Eurasia       | 18 de marzo | 17:00 | Remedios          | 800 |
| Trocadero Toledo | 4 - 3 | Sanpedrotarra | 18 de marzo | 17:30 | Salto del Caballo |     |
| S. Francisco     | 1 - 5 | Sal Lence     | 18 de marzo |       |                   |     |
| Bezana           | 2 - 6 | Azabe Anai    | 18 de marzo |       |                   |     |

| Sanpedrotarra | 6 - 2  | Meirás           | 25 de marzo |       |             |  |
| Sal Lence     | 6 - 1  | Trocadero Toledo | 25 de marzo | 18:00 | Elviña      |  |
| Azabe Anai    | 13 - 1 | S. Francisco     | 25 de marzo |       |             |  |
| Eurasia       | 6 - 1  | Bezana           | 25 de marzo |       |             |  |
| Ourense       | 3 - 7  | Valladolid       | 26 de marzo | 12:30 | Os Remedios |  |

| Valladolid       | 5 - 5 | Sanpedrotarra | 1 de abril |       |          |  |
| Trocadero Toledo | 1 - 1 | Azabe Anai    | 1 de abril |       |          |  |
| S. Francisco     | 1 - 2 | Eurasia       | 1 de abril |       |          |  |
| Bezana           | 3 - 2 | Ourense       | 1 de abril | 19:00 |          |  |
| Meirás           | 1 - 3 | Sal Lence     | 2 de abril | 12:00 | A Malata |  |

| Sal Lence  | 6 - 3 | Sanpedrotarra    | 8 de abril | 18:30 | Elviña      |  |
| Azabe Anai | 5 - 0 | Meirás           | 8 de abril |       |             |  |
| Eurasia    | 3 - 7 | Trocadero Toledo | 8 de abril |       |             |  |
| Bezana     | 2 - 4 | Valladolid       | 8 de abril |       |             |  |
| Ourense    | 7 - 4 | S. Francisco     | 9 de abril | 12:30 | Os Remedios |  |

| Ourense       | 2 - 6 | Trocadero Toledo | 13 de abril | 12:30 | Os Remedios |  |
| Sal Lence     | 7 - 1 | Valladolid       | 15 de abril | 18:30 | Elviña      |  |
| Meirás        | 5 - 1 | Eurasia          | 15 de abril |       |             |  |
| S. Francisco  | -     | Bezana           | 15 de abril |       |             |  |
| Sanpedrotarra | 2 - 4 | Azabe Anai       | 6 de mayo   | 20:00 | Bidebieta   |  |

| Ourense    | 4 - 4  | Meirás           | 22 de abril | 17:30 | Os Remedios     | 1000 |
| Azabe Anai | 2 - 3  | Sal Lence        | 22 de abril | 20:00 | Arbrets         | 500  |
| Eurasia    | 3 - 16 | Sanpedrotarra    | 22 de abril |       | Mun. Alcobendas | 200  |
| Bezana     | 3 - 6  | Trocadero Toledo | 22 de abril |       |                 |      |
| Valladolid | 7 - 1  | S. Francisco     | 22 de abril |       | Canterac        | 400  |

## Estadísticas

### Rachas
- Mayor racha ganadora: Trocadero Toledo; 13 jornadas (jornada 1 a 13)
- Mayor racha invicta: Trocadero Toledo; 13 jornadas (jornada 1 a 13)
- Mayor racha marcando: 4 equipos; 18 jornadas (jornada 1 a 18)
- Mayor racha empatando: 8 equipos; 1 jornada
- Mayor racha imbatida: Sal Lence; 3 jornadas (jornada 2 a 4)
- Mayor racha perdiendo: Bezana; 9 jornadas (jornada 6 a 14)
- Mayor racha sin ganar: Bezana; 9 jornadas (jornada 6 a 14)
- Mayor racha sin marcar: Bezana; 2 jornadas (jornada 2 a 3)
- Mayor goleada en casa:

Trocadero Toledo 21 - 2 San Francisco (25 de febrero)
- Mayor goleada a domicilio:

San Francisco 1 - 17 Trocadero Toledo (19 de noviembre)
- Partido con más goles:

Trocadero Toledo 21 - 2 San Francisco (25 de febrero)